# Obě paní
Jméno (resp. titul) Obě paní (v egyptštině nebtej) je součást královské titulatury ve starověkém Egyptě. V její úplné podobě složené z pěti jmen bylo uváděno jako druhé v pořadí. Spolu se jménem nisut-bitej se poprvé objevuje už v době 1. dynastie za vlády panovníka Dena. Spojovalo krále s ochrannými bohyněmi Horního a Dolního Egypta v podobě supice Nechbet a kobry Vadžet.

## Další královská jména
Vývoj panovnické titulatury byl uzavřen na počátku Střední říše, nejpozději od této doby se skládala celkem z pěti jmen, uvozených znaky, vypovídajících o povaze královské moci (podle pořadí):
- Horovo jméno
- Obě paní
- Zlatý Hor
- jméno nisut-bitej
- tzv. rodné jméno syn Reův